# Nina Vislova
Nina Vislova (n. 4 octombrie 1986, Moscova, RSFS Rusă, URSS) este o jucătoare de badminton ce a reprezentat Rusia, medaliată olimpică. A participat la o ediție a Jocurilor Olimpice (2012) în care a câștigat o medalie de bronz.